# Tarah Gieger
Tarah Gieger   (Aguadilla, 18 de setembre de 1985), coneguda també pel nom de casada, Tarah Gieger Wygle, és una antiga pilot professional de motocròs porto-riquenya filla de pares nord-americans.

## Biografia
Els seus pares, procedents de Florida, es van instal·lar a Puerto Rico i hi van fundar una botiga de surf. Tarah va néixer a l'illa, concretament a Aguadilla. De petita va començar a practicar el surf però quan tenia 10 anys va canviar a les motocicletes. Va començar a conduir-ne per les muntanyes de San Sebastián, un entorn freqüentat pels aficionats.
El 2003, Tarah Gieger va debutar a les competicions com a professional. Les temporades del 2004, 2007 i 2012 va ser subcampiona al campionat AMA de motocròs en categoria femenina (WMX). Va guanyar títols de campiona dels Estats Units en categoria Women's al Loretta Lynn's Amateur Championship els anys 2004, 2006 i 2007. El 2007, a més, va esdevenir la primera dona a competir al Motocross des Nations.
Tarah Gieger és l'esportista femenina més condecorada de la història dels X Games. El 2008, a Los Angeles, va guanyar la primera prova de Supercross femení de la història d'aquest esdeveniment. L'any següent, una fractura de canell li va impedir de tornar a obtenir una medalla als X Games. El març del 2010 va entrar a l'equip de competició Troy Lee Design/Lucas Oil/Honda i tot seguit va guanyar la medalla d'argent al Supercross femení dels X Games dos anys consecutius (2010-2011). El 2013, Gieger fou quarta a la prova d'Endurocross dels X Games de Barcelona. Aquell any mateix, va aparèixer nua al fotoreportatge Bodies We Want ("Cossos que volem"') de la revista ESPN:The Magazine.

## Vida personal
Tarah Gieger es va casar amb el seu company del Nitro Circus Dusty Wygle el 10 de març del 2017.

## Palmarès

### Títols per any
| Any  | Equip  | Campionat                      | Classe         |
| ---- | ------ | ------------------------------ | -------------- |
| 2004 | Honda  | WMA                            | Women's Cup    |
| 2004 | Honda  | LLMX                           | Women's AM     |
|      |        |                                |                |
| 2006 | Yamaha | LLMX                           | Women's AM     |
| 2007 | Yamaha | LLMX                           | Women's AM     |
| 2008 | Yamaha | X Games Los Angeles (Or)       | Supermotocross |
|      |        |                                |                |
| 2010 | Honda  | X Games Los Angeles (Argent)   | Supermotocross |
| 2011 | Honda  | X Games Los Angeles (Argent)   | Supermotocross |
| 2011 | Honda  | X Games Los Angeles (Argent)   | Endurocross    |
| 2012 | Honda  | X Games Los Angeles (Argent)   | Motocròs       |
| 2013 | KTM?   | X Games Foz do Iguaçu (Bronze) | Endurocross    |
| 2013 | KTM?   | X Games Los Angeles (Bronze)   | Endurocross    |

### Resum
- 1 Copa Femenina WMA
- 3 Campionats Loretta Lynn amateur femenins
- 7 Medalles als X Games